# Sårad i strid
Sårad i strid (engelska: wounded in action, kort WIA) är en militär term för att beskriva soldater som blivit skadade men inte dött i en stridzon under ett krig. Definierar ofta att soldaten är inkapabel att fortsätta strida.